# Прието Тугорес, Эмилия
Эмилия Прието Тугорес (исп. Emilia Prieto Tugores; 11 января 1902—1986) — коста-риканская художница-график, педагог, певица, композитор и исследовательница фольклора из Центральной долины Коста-Рики. Одна из немногих женщин, вышедших на сцену художественной сатиры в первой половине XX века. В 1984 году её работа была отмечена премией Хоакина Монхе в области культурной периодики. Изучая родной фольклор, Прието создала сборник песен, «оказавший влияние на поколение трубадуров». В её честь названа премия Nacional de Patrimonio Cultural Inmaterial Emilia Prieto Tugores, присуждаемая с 2015 года.

## Биография
Прието родилась 11 января 1902 года в столице Коста-Рики Сан-Хосе и провела детство на ферме Гуарари на холмах Лас-Хирас в Эредии. Она закончила El Colegio Superior de Señoritas, где в 1921 году получила квалификацию школьной учительницы. Прието стала преподавательницей изобразительного искусства в различных учебных заведениях Коста-Рики, включая школу Рамиро Агилара, где она заняла пост директора. Прието также преподавала в Национальном рабочем университете (Universidad Obrera). В 1922 году она посещала курсы живописи в Коста-риканской школе изящных искусств (Escuela Nacional de Bellas Artes).
Для искусства Прието характерен дух бунтарства: она высмеивала тех, кто критиковал усилия по проведению социальных реформ. Она сама была активной феминисткой, членом Коммунистической партии (затем ставшей партией Народный авангард) и Альянса женщин Коста-Рики (Alianza de Mujeres Costarricenses). С 1925 по 1945 год Прието, иногда под псевдонимом, опубликовала ряд красочно иллюстрированных сатирических эссе. Так, её карикатура La perfecta casada («Идеальная домохозяйка») атакует консервативные взгляды того времени (Primera exposición centroamericana de artes plásticas, 1935). Многие из её эссе были опубликованы в таких периодических изданиях, как Libertad, Nuestra Voz и Trabajo.
В 1930-х годах она основала Антифашистскую лигу, в 1943 году — Школу народной культуры и Рабочий университет, а в 1949 году — Национальный комитет партизан за мир. Во время гражданской войны 1948 года Прието подверглась преследованиям за свою политическую активность и была уволена с должности главы школы Рамиро Агилара. Она возглавляла организацию «Партизаны за мир» и посетила несколько конференций в Мексике, Панаме и Швеции. Будучи частью женского антивоенного движения после Второй мировой войны, Прието выступала в качестве делегата на Мирной конференции Тихоокеанского региона в Пекине от Союза женщин Коста-Рики (Unión de Mujeres Costarricenses), который возглавляла Кармен Лира.
В 1974 году Прието выпустила сборник народных песен на лейбле Indica Records, а в 1976 году она представила серию своих произведений на конференциях в сопровождении музыканта Хуана Ф. Эрнандеса. В 1978 году она опубликовала сборник народных рассказов и изречений «Костариканские песни о любви» (Romanzas ticomeseteñas). В 1984 году Прието получила Национальную журналистскую премию имени Хоакина Гарсии Монхе, а в 1992 году за свою работу по сохранению традиционного фольклора она была отмечена Национальной премией традиционной народной культуры. В 2005 году Прието была включена в Галерею женщин Национального института женщин за её работу в интересах женского равенства.